# Harriet Martineau

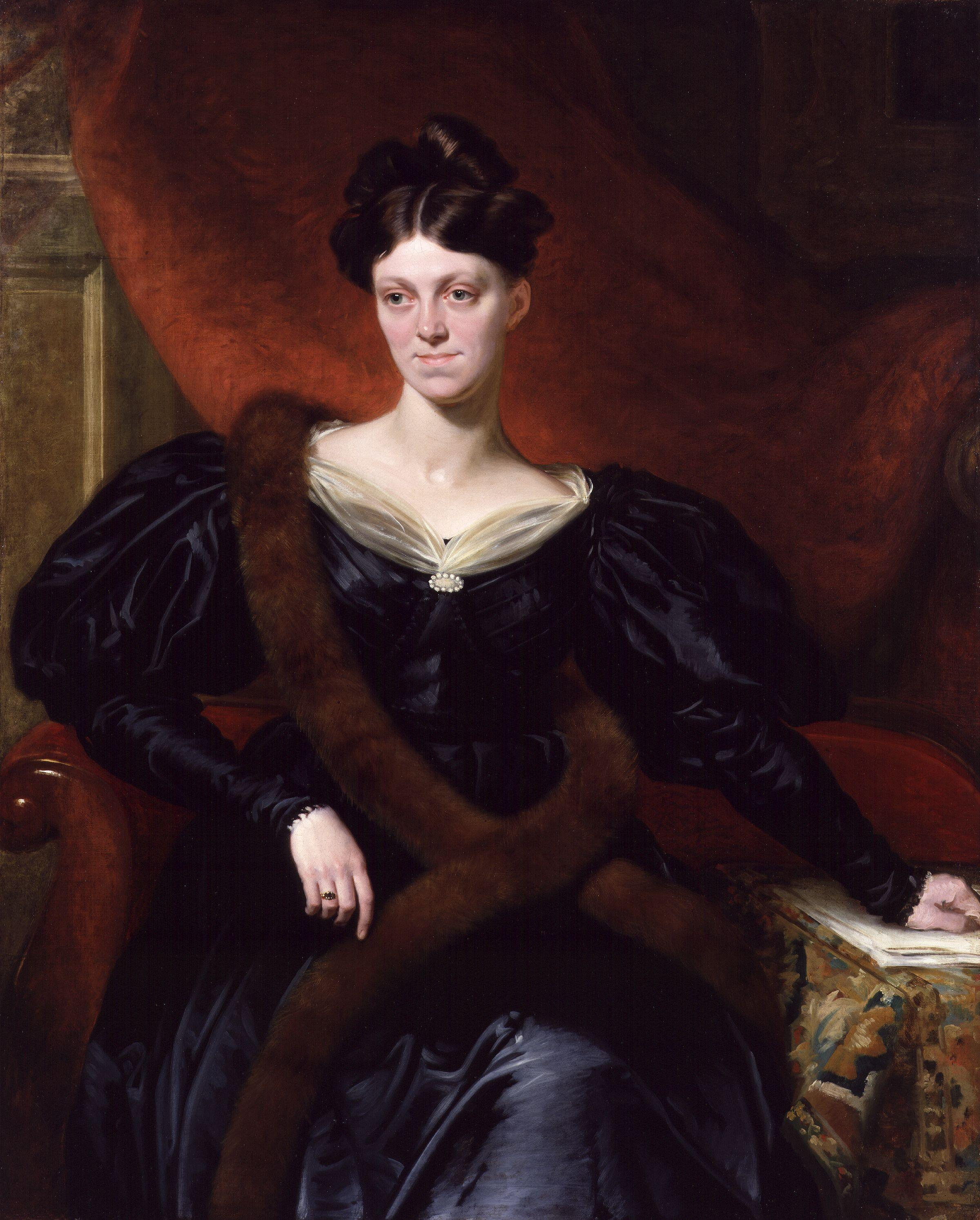
Harriet Martineau
(1834), Richard Evans, National Portrait Gallery

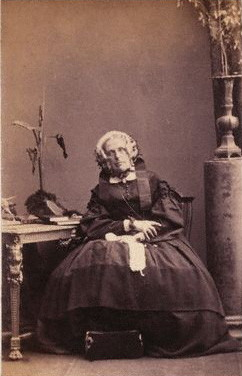
Harriet Martineau
(1861), fotoportret door Camille Silvy

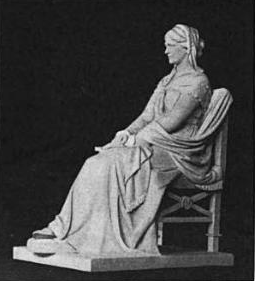
Harriet Martineau. Beeld door Anne Whitney, 1903

Harriet Martineau (Norwich, 12 juni 1802 - Ambleside, 27 juni 1876) was een Engelse sociologe en schrijfster.

## Leven
Ze was afkomstig van Norwich (Engeland) en stamde uit de middenklasse. Ze werd opgeleid via thuisonderwijs dat ze samen met haar broer volgde. Dit zorgde ervoor dat ze niet enkel de vakken die in die tijd geschikt werden geacht voor meisjes (huishoudkunde, naaien...) maar ook vakken die toen waren voorbestemd voor jongens (Latijn, wiskunde...) kreeg. Na dit thuisonderwijs kreeg ze samen met haar zus buitenshuis les. In deze periode werden ook haar gehoorproblemen duidelijk.
Met de dood van haar broer, het failliet gaan van de familie-firma en de hierop volgende dood van haar vader, moest Harriet in haar eigen onderhoud voordien. Aanvankelijk deed ze dit door naaiwerk, maar gaandeweg concentreert ze zich meer op haar schrijven (journalistiek).
In 1834 trok Martineau naar de Verenigde Staten. Op haar reis stelt ze zich verschillende doelen voor ogen:
- de aspecten van het sociaal beleid in de VS bestuderen.
- bekijken hoe gedetineerden en geesteszieken er behandeld worden.
- de verspreiding van het onderwijs nagaan.

Na de studie van deze onderwerpen richtte ze zich op de slavernij. Ze mengde zich in discussies over dit onderwerp met als resultaat dat ze met de dood bedreigd werd en moest terugkeren naar Engeland.
Martineau had een zwakke gezondheid, maar weigerde een pensioen te aanvaarden van de eerste minister, dit omdat ze onafhankelijk wenste te zijn. Wegens haar gezondheidsproblemen ontwikkelde ze een fascinatie voor het mesmerisme.
In 1846 ging ze op reis naar Palestina en Egypte, waarover in 1847 een boek verscheen. In dit werk poneerde ze de these dat religies door de mens worden gecreëerd en niet geopenbaard worden door een god. Door deze stelling komt het tot een breuk met haar familie.
Harriet Martineau wordt buitenlands correspondent van de Daily News en hiernaast ook nog politiek commentator. Het werk van Auguste Comte vat ze samen in begrijpelijk Engels voor een breed publiek. Ten slotte legde ze zich toe op vrouwenstudies ondanks het feit dat ze steeds zieker werd. In 1876 stierf Harriet Martineau aan kanker, maar tot op het laatste moment bleef ze schrijven.

## Werk

### Illustration of Political Economy (1832)
Is het eerste werk van Martineau. Het betreft een maandelijkse serie van 24 delen waarin ze de concepten van de politieke economie uitlegt op een manier die bevattelijk is voor een ruim publiek.

### Society in America
Op haar reis door de Verenigde Staten in het jaar 1834 hield Martineau een dagboek bij dat de basis vormde voor dit werk. Het geeft een zeer accurate beschrijving van het Amerikaanse staatsbestel en ook de toestand van de slavernij. Ze heeft vooral belangstelling voor de Amerikaanse democratie.
In het hoofdstuk Manufacturing Labour heeft Martineau aandacht voor de relatie tussen werknemer en werkgever. Ze ging ook zelf naar deze fabrieken om de situatie ter plaatse te bekijken. Haar aandacht ging vooral uit naar de vrouwelijke arbeider, dit kan echter verklaard worden door het feit dat de meeste mannen naar het westen waren getrokken en dat vrouwen dankzij de fabrieken in hun eigen onderhoud konden voorzien. Martineau stelt vast dat de lonen redelijk zijn en dat vrouwen en meisjes vrij goed gekleed zijn, kunnen kiezen welk werk ze doen en een relatief goede gezondheid hebben. Ze relativeert dit evenwel door eraan toe te voegen: "het is niet erger dan elders". 
Het werk is geschreven als een soort reisverslag voor een Engels publiek en heeft dan ook een beschrijvend karakter met veel anekdotes.

### On Female Education
Hierin ijverde Martineau voor onderwijs voor vrouwen. Dit omdat een vrouw zou moeten kunnen meepraten met de man, hem moet kunnen entertainen, maar ook om haar kinderen een goede opleiding te kunnen geven. Bovendien moeten vrouwen ook goed opgeleid worden omdat niet alle vrouwen onderhouden worden door een man en dus in staat moet kunnen zijn zichzelf te onderhouden. Volgens haar was het huwelijk een degradatie voor de vrouw, omdat het beperkingen stelde aan het kunnen van de vrouw.

### Bibliografie

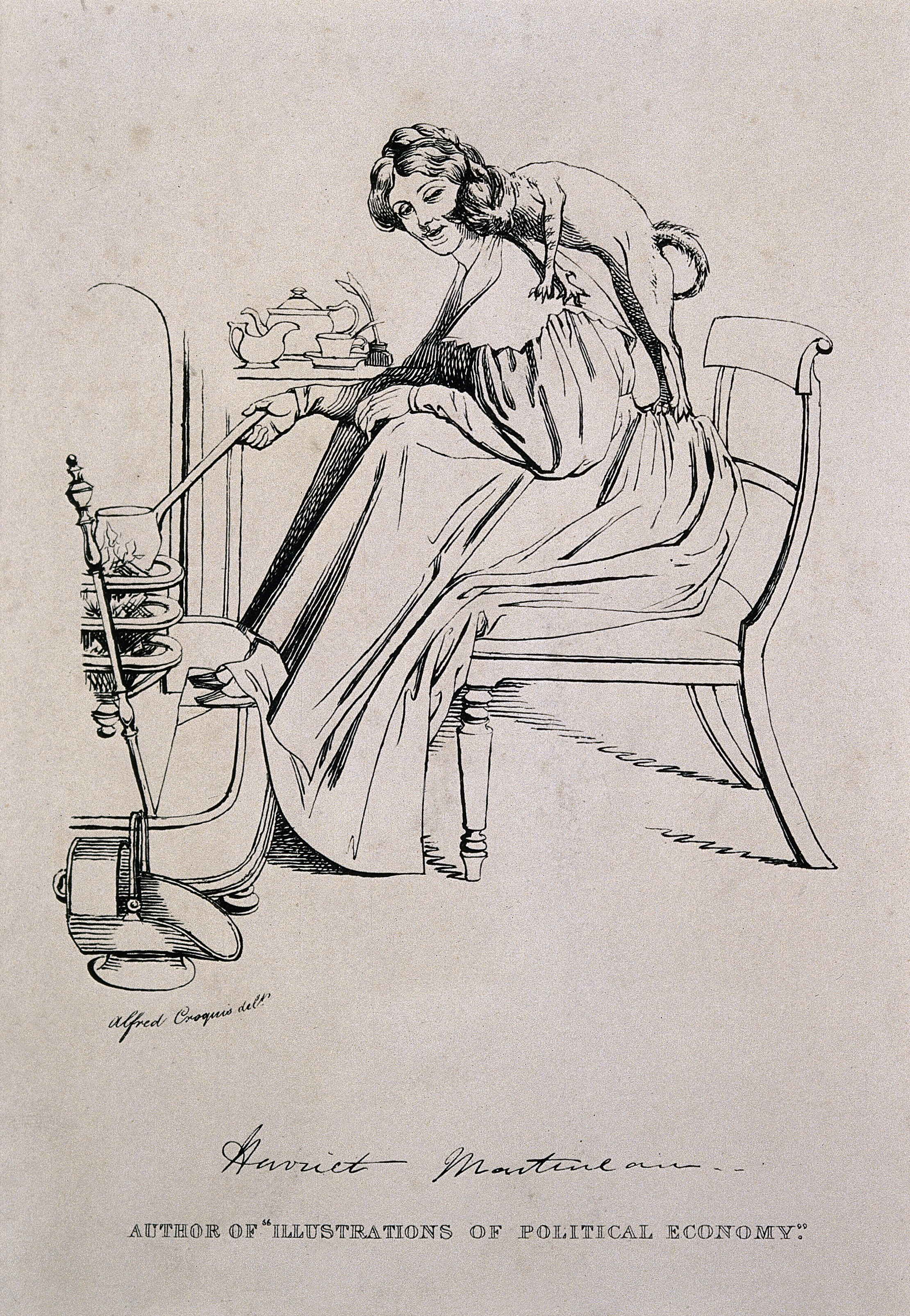
Harriet Martineau. Lithograph by D. Maclise [A. Croquis], 1888.